# شعله (فیلم ۱۹۲۰)
شعله (انگلیسی: The Flame) فیلم صامت در ژانر رمانتیک است که در سال ۱۹۲۰ منتشر شد.